# Брезовљани (Свети Иван Жабно)
Брезовљани су насељено место у саставу општине Свети Иван Жабно у Копривничко-крижевачкој жупанији, Хрватска. До територијалне реорганизације у Хрватској налазили су се у саставу бивше велике општине Крижевци.

## Становништво
На попису становништва 2011. године, Брезовљани су имали 305 становника.

## Попис 1991.
На попису становништва 1991. године, насељено место Брезовљани је имало 363 становника, следећег националног састава:
| Попис 1991.‍ | Попис 1991.‍ | Попис 1991.‍ | Попис 1991.‍ | Попис 1991.‍ |
| ----------- | ----------- | ----------- | ----------- | ----------- |
|             |             |             |             |             |
| Хрвати      | Хрвати      |             | 329         | 90,63%      |
| Срби        | Срби        |             | 27          | 7,43%       |
| Југословени | Југословени |             | 7           | 1,92%       |
| укупно: 363 |             |             |             |             |